# African-American Film Critics Association
African-American Film Critics Association (zkratkou AFCA) je asociace, skládající se z afroamerických filmových kritiků, kteří každoročně oceňují filmové snímky na konci roku. Asociaci založil v roce 2003 Gil L. Robertson IV a Shawn Edwards. Rozdávají ocenění Afican-American Film Critics Association Award v kategoriích: nejlepší film, nejlepší dokument, nejlepší herec v hlavní roli, nejlepší herečka v hlavní roli, nejlepší herec ve vedlejší roli, nejlepší herečka ve vedlejší roli, nejlepší režisér, nejlepší cizojazyčný film, nejlepší scénář, nejlepší skladba. Rozdali také cenu za Speciální úspěch, kterou získali Jamie Foxx, John Singleton a Spike Lee.